# استان مانیارا

موقعیت استان مانیارا در نقشه تانزانیا

مانیارا یکی از استانهای کشور تانزانیا می‌باشد و شهرستان باباتی مرکز این استان می‌باشد. در قسمتهای شمالی این استان یک دریاچه بنام دریاچه مانیارا قرار دارد.
این استان از شمال با استان آروشا و از شمال شرقی با استان کلیمانجارو و از شرق با استان تانگا و از جنوب با استان دودوما و از جنوب غربی با استان سینگیدا و از شمال غربی با استان شینیانگا هم‌مرز می‌باشد.
بر پایه نتایج سرشماری عمومی نفوس و مسکن که در سال ۲۰۰۲ توسط دولت تانزانیا انجام شد جمعیت این استان بالغ بر ۱٬۰۴۰٬۴۶۱ نفر اعلام شده‌است. کمیسیونر منطقه‌ای این استان آقای آناتولی. ای تاریمو می‌باشد.

## شهرستانها
استان مانیارا به لحاظ اداری به پنج شهرستان تقسیم شده‌است به نامهای:
- شهرستان باباتی
- شهرستان هانانگ
- شهرستان کیتتو
- شهرستان امبولو
- شهرستان سیمانجیرو